# Osiedle Jurajskie

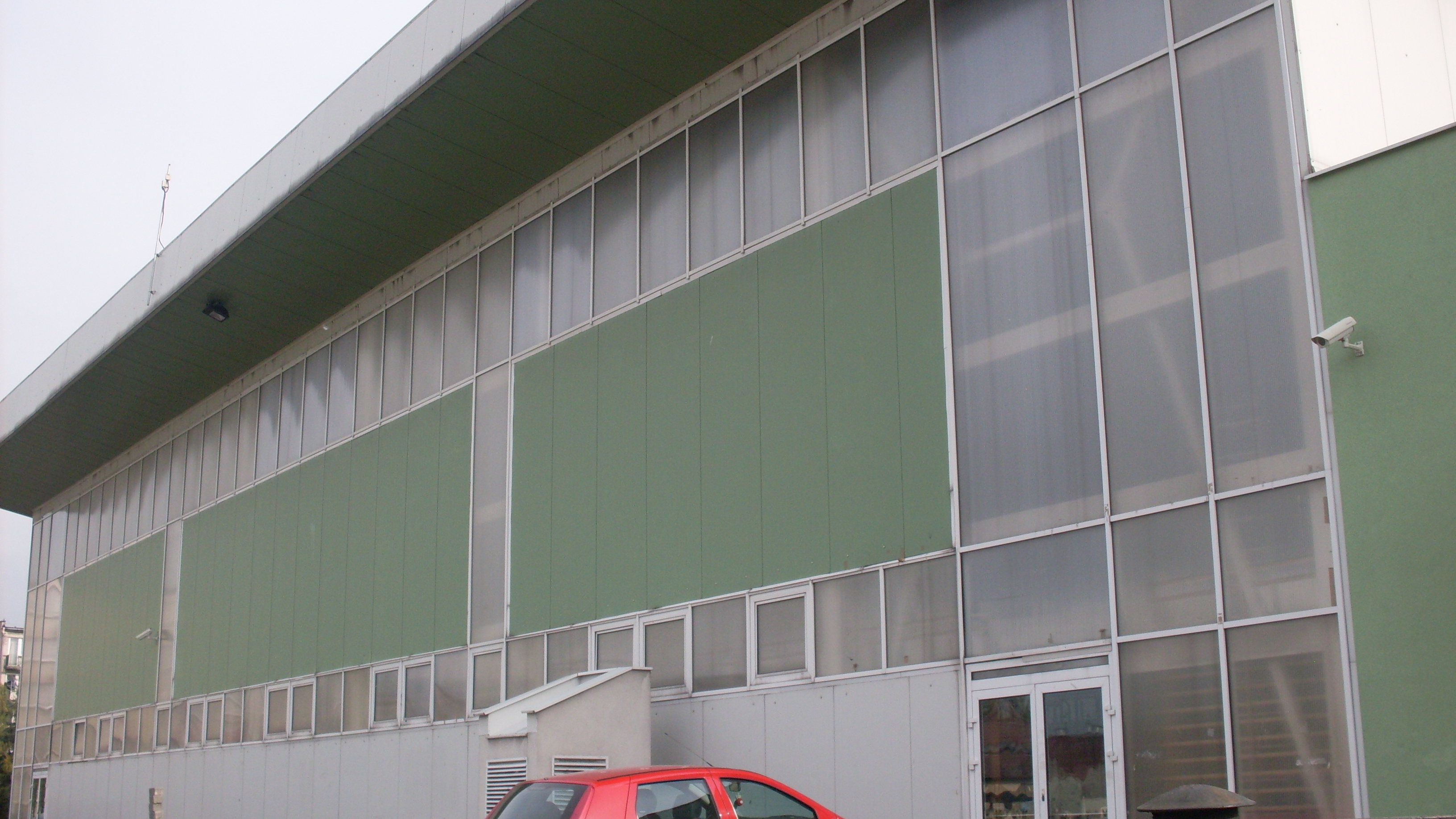
Hala sportowa

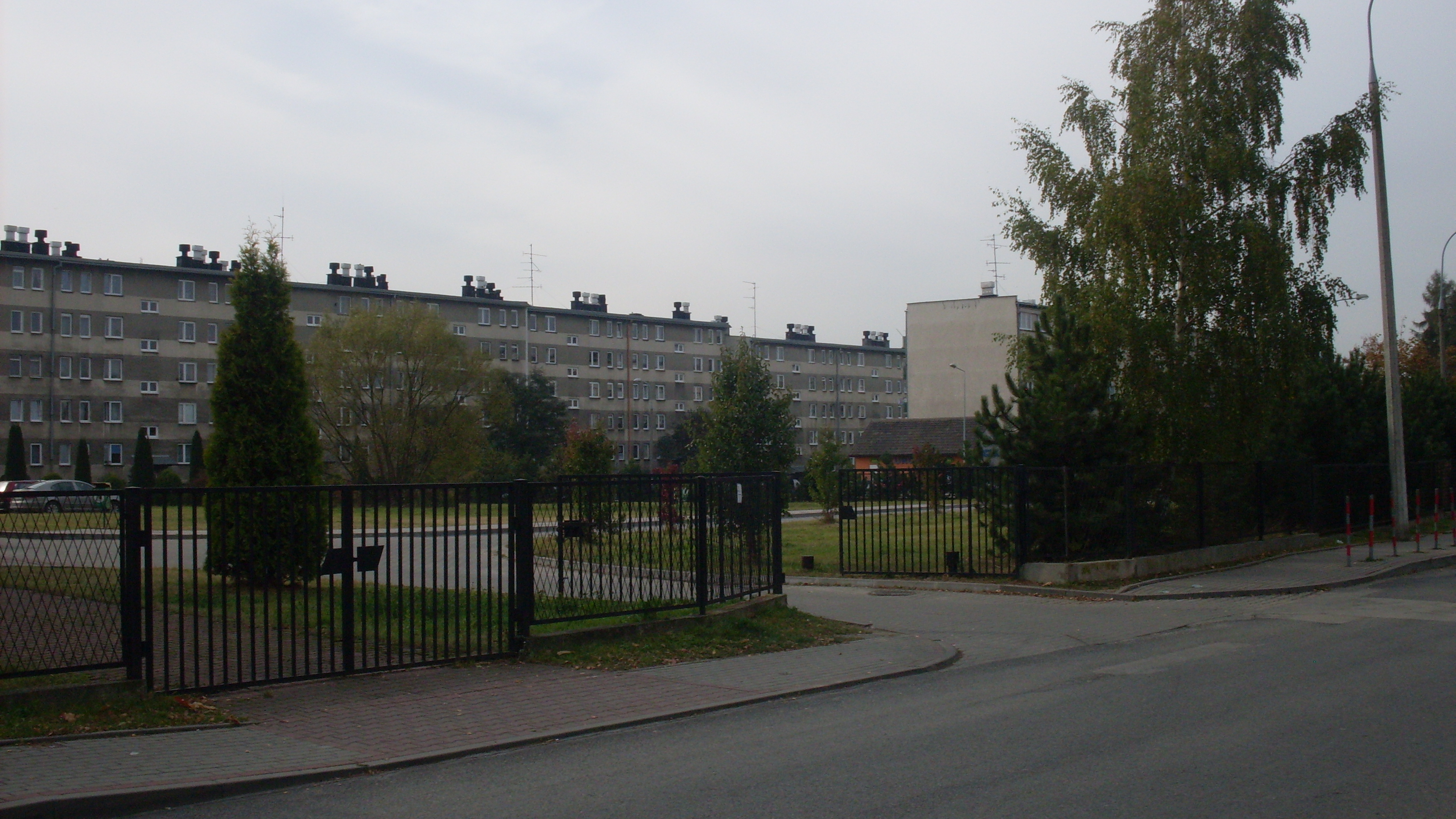
Ul. Długa

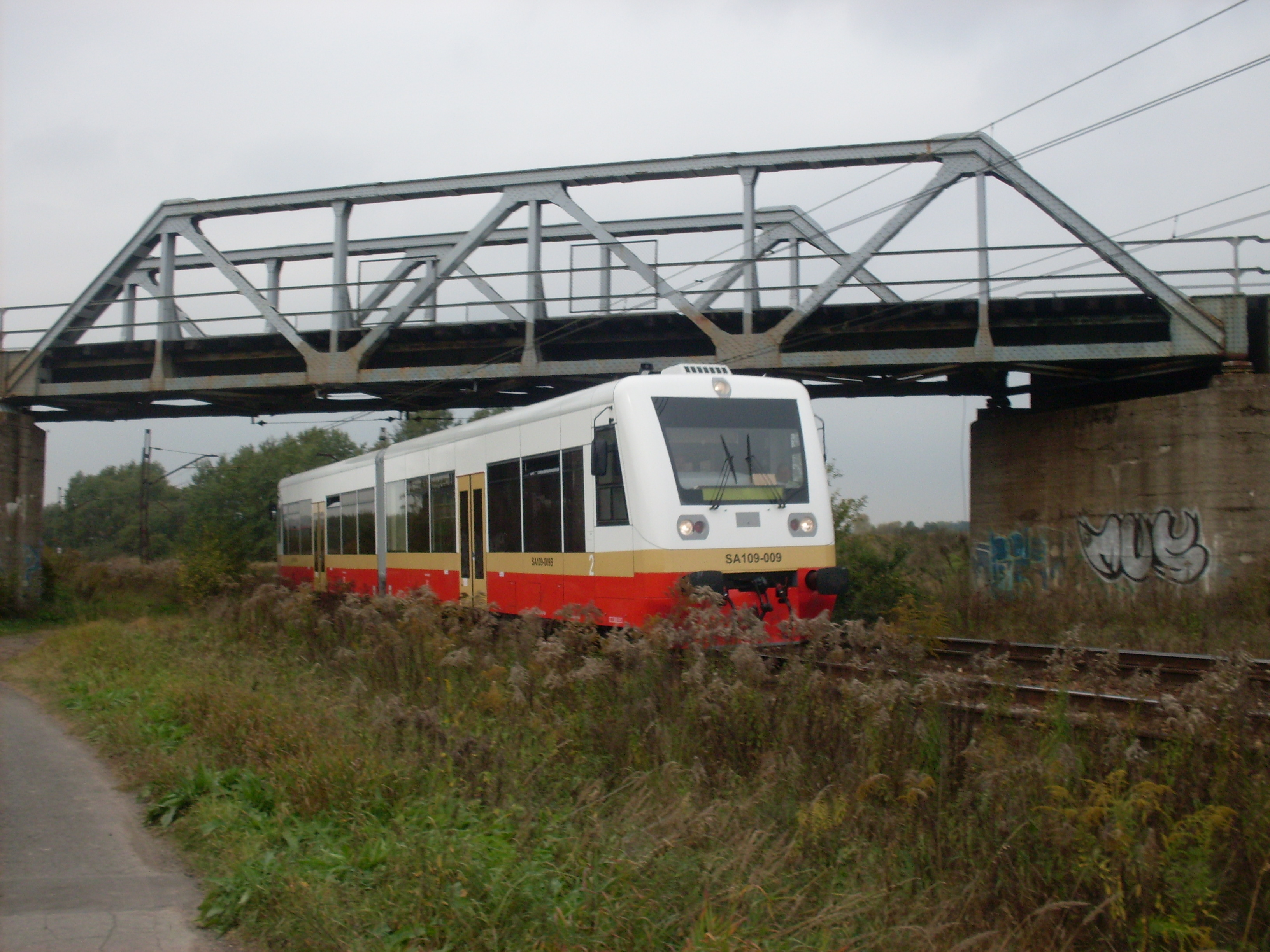
SA109 przy wiadukcie kolejowym bocznicy do Kopalni Wapienia Czatkowice koło ul. Zimna Woda

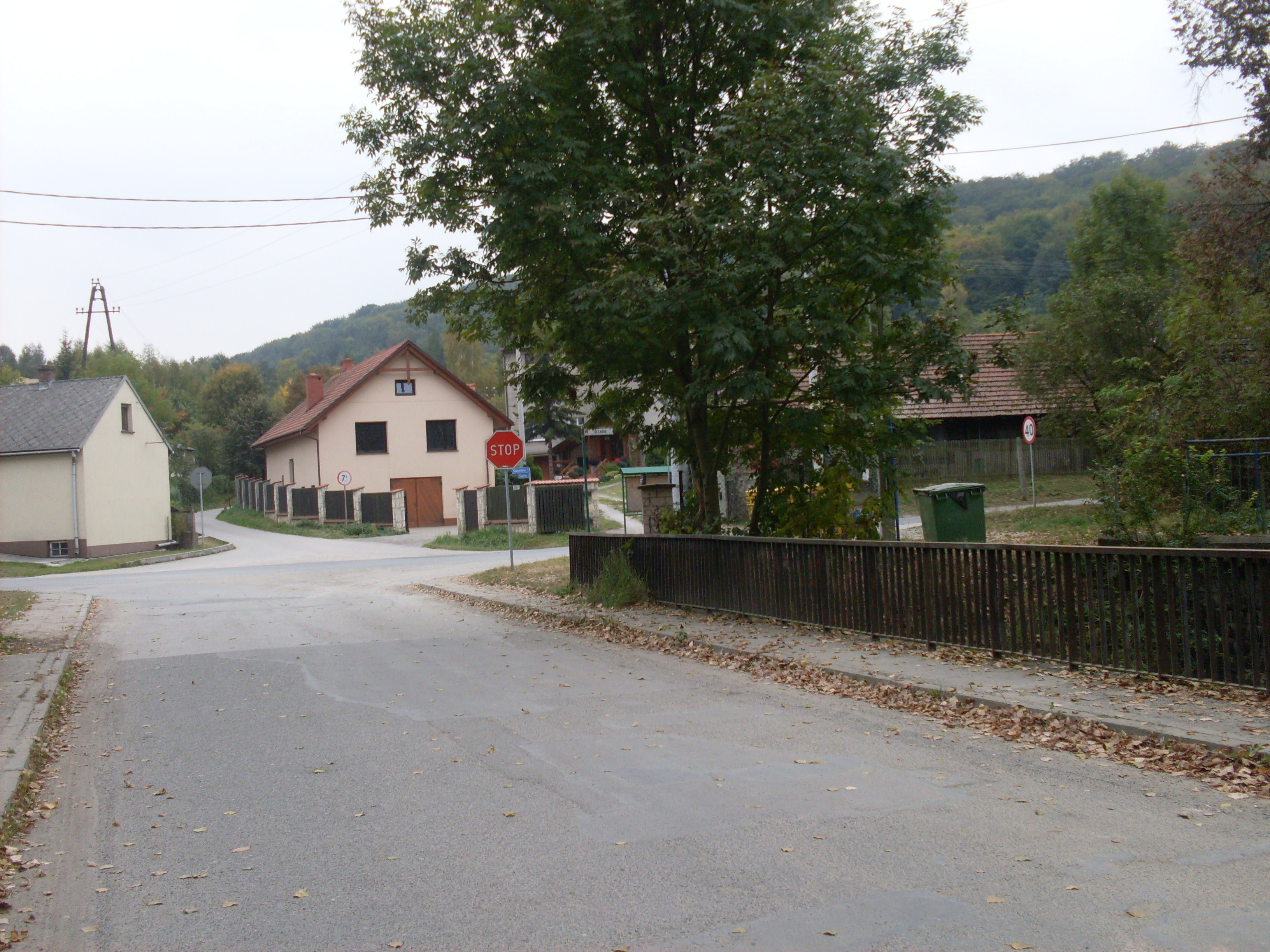
Most na Krzeszówce (ul. Czycza)

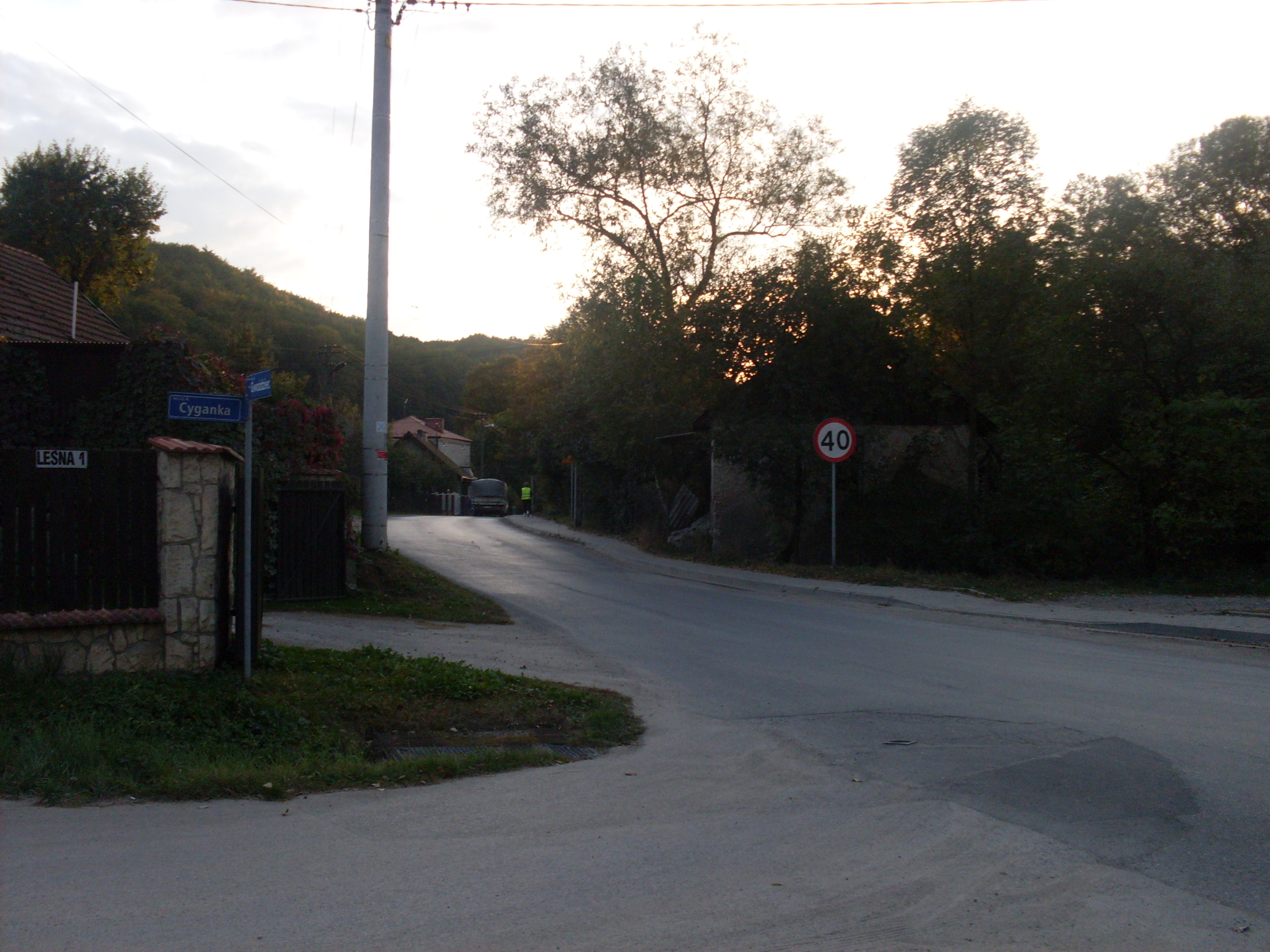
Gwoździec

Osiedle Jurajskie w Krzeszowicach – osiedle zamieszkane przez 2126 osób (2022). Osiedle we wschodniej i południowo-wschodniej części miasta z osiedlami bloków mieszkalnych przy ul. Długiej, Szarych Szeregów i Żbickiej (dawne osiedle Krakowska; ul. Reymonta oraz ulice Czycza i Leśna na Gwoźdźcu.
Od północy graniczy z Osiedlem Nowy Świat, od zachodu z Osiedlem Centrum, od wschodu z Osiedlem Żbik, od południa z Nawojową Górą. W 2013 nastąpiła zmiana obszaru osiedla, z Osiedla Centrum przyłączono ulice Czycza i Leśną.
W okresie II wojny światowej powstała bocznica kolejowa do kamieniołomów w Czatkowicach (czynna) i Miękini (nieczynna). Od końca lat 70. XX w. powstały bloki mieszkaniowe.

## Obiekty użyteczności publicznej
- Gimnazjum i Hala Sportowa
- Poradnia Psychologiczno-Pedagogiczna
- Spółdzielnie Mieszkaniowe: „Przyjaźń” i „Nowość”
- Komisariat Policji
- Muzeum Ziemi Krzeszowickiej

## Przedsiębiorstwa
- Gospodarstwo Ogrodnicze Tadeusz Bogdan
- Wodociągi i Kanalizacja Krzeszowice

## Wykaz ulic
- Stanisława Czycza – w południowej części miasta na Gwoźdźcu, przy rzece Krzeszówka (w 1977 roku wybudowany został nowy most na tej rzece), przy ulicy mieszkał Stanisław Czycz (jego dom rodzinny znajduje się w już w granicach Nawojowej Góry), do 1997 roku zabudowa tej ulicy należała do Nawojowej Góry, przy ulicy zlokalizowana jest oczyszczalnia ścieków;
- Długa – z blokami mieszkalnymi z 2. połowy lat 70. XX w. (nazywana na początku os. Krakowska obecnie część Osiedla Jurajskiego), oraz kilkoma domami jednorodzinnymi, mieści się tutaj gimnazjum (z lat 90. XX w.) z halą widowiskowo-sportową (z 2001);
- Tadeusza Kościuszki – (wschodnia jej część) zbudowana w latach 1935–1937, w ciągu drogi krajowej nr 79 (Osiedle Jurajskie – wschodni kraniec ulicy), na terenie osiedla ciągnie się od mostu rzecznego na Krzeszówce (przy granicy z Nawojową Górą), przez most kolejowy z 2011 roku (stary z lat 30. XX w. rozebrany w sierpniu 2011 roku), na terenie osiedla znajduje się jedna ze stacji benzynowych, Bricomarché;
- Krasowa – (wschodnia jej część) zbudowana w latach 1935–1937, łącząca ulicę Kościuszki z ul. Żbicką (na terenie byłych kompleksów szklarniowych); osiedle mieszkaniowe „Krasowa Dolina” (powstałe w 2023 roku);
- Leśna – ulica w południowej części miasta na tzw. Gwoźdźcu, przy rzece Krzeszówka i wzgórzu Ułańskie Zdrowie; do 1997 roku zabudowa tej ulicy należała do Nawojowej Góry;
- Krakowska (część północno-centralna) – (w latach 1935–1939 ul. Józefa Piłsudskiego przemianowana przez hitlerowców na Krakauerstrassse, w latach 1953–1956 ul. Józefa Stalina), na skrzyżowaniu z ul. Legionów Polskich (przy której w 2001 powstała sygnalizacja świetlna), istnieje budynek tzw. bunkier przy nim istniało do 1850 roku źródło wody żelazistej;
- Władysława Reymonta – z domami jednorodzinnymi we wschodniej części miasta, dawniejsza nazwa do 1997 roku ul. Kościuszki Dalsza, po północnej stronie linii kolejowej nr 133;
- Andrzeja Stopki – dawna ul. Niecała, w okresie II wojny światowej przy ulicy (na której stały tylko dwa budynki) mieszkał Kazimierz Wyka; obecnie kilka domów i blok mieszkalny (z końca lat 70. XX w.);
- Anny Studenckiej – wyjazdowa z osiedla bloków 14, 16, 18 przy ul. Długiej, garaży, kotłowni osiedlowej i biur Sp. Mieszk. „Przyjaźń”, przy skrzyżowaniu z ul. Krakowską mieści się budynek Muzeum Ziemi Krzeszowickiej.
- Szarych Szeregów – we wschodniej części miasta z dużym kompleksem szklarniowym i osiedlem bloków mieszkalnych powstałych w latach 80. XX w. i pod koniec roku 2020 oraz „Srebrne Kąty” powstałe w październiku 2019 roku, Sp. Mieszk. „Nowość”; w byłym hotelu „Witaminka” mieści się od 2001 roku komisariat policji;
- Zimna Woda – we wschodniej części miasta, między północnym brzegiem Krzeszówki a linią kolejową 133, do 1997 roku należała do Nawojowej Góry;
- Żbicka (część zachodnia) – z blokami mieszkaniowymi powstałymi pod koniec lat 70. XX w., kilkoma domami jednorodzinnymi, wiaduktem nad bocznicą kolejową oraz szklarniami Clause Polska (większość zlikwidowana w 2012), do grudnia 2014 na terenie kompleksu ogrodniczego stał ponad 70-metrowy komin;